# Wernher Rybář
Wernher, zvaný Rybář, byl lokátor města Havlíčkův Brod (tehdy jen Brod).
Za vysazení města obdržel od zeměpána Smila z Lichtenburka do dědičného držení městskou rychtu a z ní vyplývající výhody (např. podíl z vybraných pokut). Roku 1265 dostal od Smila do léna ves Macourov (opět dědičně), zavázal se za to ale vypravovat jednoho ozbrojence v době války. Z této povinnosti se k roku 1289 vykoupil. Dále mu patřil dvůr ve Veselici a ještě jeden, blíže neurčený, zvaný Wernherův.
Jako brodský rychtář stál v čele správy města a přilehlých stříbronosných hor. V roce 1281 je také doložena jeho funkce urburéře. Na jedné z listin, datované do roku 1281, se zachovala jeho rychtářská pečeť, první dochovaná svého druhu v Českém království.